# Robot Carnival
Robot Carnival (ロボットカーニバル?, Robotto Kānibaru) è un OAV a episodi del 1987.
Il progetto nasce dalla volontà del produttore Kazufumi Nomura di riunire in una sola opera il meglio degli animatori già affermati o emergenti dell'epoca, una sorta di "stato dell'arte" dell'animazione nipponica degli anni ottanta. Prende forma così l'idea di una serie di cortometraggi incentrati su un unico tema comune, che non a caso è quello dei robot, emblematico di tanta produzione animata del Sol Levante.
Nella sua interezza il film è un misto di cultura pop anni ottanta e citazioni dalla letteratura, dalla musica, dal cinema e dagli anime.

## Episodi
Gli episodi che compongono l'OAV, oltre all'apertura e alla chiusura per la regia di Katsuhiro Ōtomo e Atsuko Fukushima, sono nell'ordine:
- Furanken no Haguruma (Franken's gear) di Kōji Morimoto;
- Deprive di Hidetoshi Omori;
- Presence di Yasuomi Umetsu;
- Starlight Angel di Hiroyuki Kitazume;
- Cloud di Mao Lamdao;
- Meiji Karakuri Bunmei Kitan (A tale of two robots) di Hiroyuki Kitakubo;
- Niwatori Otoko to Akia Kubi (Red chicken head guy) di Takashi Nakamura.